# یواس‌اس اندانتد (ای‌تی‌ای-۱۹۹)
یواس‌اس اندانتد (ای‌تی‌ای-۱۹۹) (به انگلیسی: USS Undaunted (ATA-199)) یک کشتی است که طول آن ۱۴۳ فوت (۴۴ متر) می‌باشد. این کشتی در سال ۱۹۴۴ ساخته شد.